# 郑智
郑智（1980年8月20日—），中国足球运动员，前中国国家足球队隊長，生于中華人民共和國辽宁省沈阳市。郑智曾先後效力過深圳健力宝、山东鲁能泰山、英格兰超级联赛查爾頓和蘇格蘭足球超級聯賽勁旅凯尔特人等球隊，曾擔任广州队主教練兼球员。2013年当选亚洲足球先生，2023年6月16日正式退役。

## 球員生涯

### 青年生涯
1987年，7岁的郑智作为书法特长生入读沈阳沈河区大西路第四小学，二年级时，他以网球特长被沈阳市体校相中，参加网球训练。有一次，网球教练出差到外地担任裁判，把郑智临时托付给了另一个教练代管，这个教练领着郑智踢了一场足球，令他从此迷上了足球。1990年起，郑智開始为辽宁少年队比赛，司职右后卫。期间，郑智以第一名成绩考入重点初中，郑智几次与父母“谈判”，加上启蒙教练张光莹的多次思想工作，才说服家人让他走上专业足球的道路。
1996年，辽宁少年队从辽宁足球俱乐部独立出来成立辽宁青年队，郑智从而得以随队征战乙级联赛。1998年，辽宁青年队改组为辽宁创业队，但由于各方产权纠纷不断，郑智和其队友失去了联赛的上场机会，直到2000年辽宁创业队解散后，郑智方才得以在名义上回到辽宁队，旋即被租借到深圳平安。
郑智在2000年以右后卫的身份爆冷加入国奥队，从此以后开始了国家队之旅。

### 职业球员初期
2001年正式转会深圳平安，成为职业球员。鄭智是一名“萬金油”型球員，可以胜任除守门员以外任何位置。2002年朱广沪将他从后卫改变成中场，成为当年的助攻王，帮助深圳队夺得联赛亚军，并以22岁的年龄成为中国足球先生。2004年，郑智达到了他职业生涯的第一个巅峰，以他为核心的深圳健力宝俱乐部夺得了首届中超联赛的冠军，这也是该队历史上首个顶级联赛的冠军。
2005年1月，郑智曾计划加入德国足球甲级联赛，但最终没有成功。而后他继续尝试到海外发展。结果，当年郑智转会加入了山东鲁能泰山，进一步提升了球队实力。2006年，他帮助山东鲁能泰山成为中超联赛冠军和足协杯双冠王，再次获选中国足球先生。

### 查爾頓
2007年1月，郑智被外借至英格兰超级联赛的查爾頓。查尔頓從他姓名的漢語拼音方案替他取了「ZZ」的綽号。同年的2月10日，鄭智在作客對曼联的英超賽事中上半場第40分鐘後備上陣，是他於新球會中的第一場正式賽事。3月18日，他正選上陣對纽卡斯尔联時，攻入加盟英超後的第一球進球並取得一个助攻，協助查尔頓以2:0戰勝了紐卡素，並且與另一名亞洲球員朴智星被ESPN和BBC入選該輪英超最佳陣容。
2007年8月9日山東魯能宣布以200萬英鎊將鄭智賣到查爾頓。鄭智與查爾頓簽約兩年，打破孙继海的轉会费纪录，成為历來身价最高的中国球员。当年12月26日，郑智成为打破了薛琦铉创造的亚洲球员在英格兰二级联赛中创造的单赛季4个联赛进球的纪录。此前郑智已经超过张恩华、范志毅，成为中国球员在英格兰二级联赛中单赛季进球最多的球员。
2008年1月，郑智又创下数项纪录：
- 5日，郑智成为首位在英格兰足总杯进球的中国球员。[7]
- 14日，以体育界代表的身份，與當時效力於曼联的球員董方卓一同受到邀請，在英國首相官邸和首相戈登·布朗茶敘。[8]
- 15日，在英格兰足总杯第三圈重賽作客西布朗的赛事首次擔任球队队長，可惜因点球宴客球队被淘汰。[9]

隨著查爾頓在2008/09年球季以墊底成績降級英甲，季後約滿的郑智拒絕續約離隊。

### 凯尔特人
2009年9月，蘇超球會凯尔特人宣佈簽入鄭智，他是繼范志毅及杜威後第三位登陆蘇超联赛的中国球员。10月4日，在全苏格兰最具影响力的老字号德比中，格拉斯哥流浪者主场2-1战胜凯尔特人。这是郑智加盟后第一次代表凯尔特人登场。2010年5月9日，2009-10赛季苏超联赛最后一轮的比赛中，郑智攻入加盟凯尔特人后的首个正式比赛进球。赛季结束后，凯尔特人和郑智解约。

### 广州恒大
郑智原本计划留在欧洲闯荡，英超球队伯明翰已经向他发出邀请。但在盛情邀请下，他最终于2010年6月28日加盟中甲联赛球队广州恒大，並幚助球队得到冠军，升回中超联赛。
2011年9月，广州恒大提前4轮夺得中超联赛冠军，郑智作为队长成为第一位分別代表三支球队均夺得中超联赛冠军的球员。2013年，郑智率领广州恒大获得亚足联冠军联赛冠军，并当选当年的亚洲足球先生。
2019年10月27日，在恒大与河南建业的比赛结束后，恒大主帅卡纳瓦罗应恒大集团指令，于翌日参加“企业文化学习班”，期间由队长郑智代为执行主教练职责，直至11月3日。
2020赛季，球队宣布郑智兼任助理教练。这一年恒大在联赛中未能夺冠，足协杯和亚冠更是早早被淘汰；尤其是在亚冠小组赛阶段被淘汰之后，外界对卡纳瓦罗执教水平的质疑更是一浪高过一浪。2020年12月4日深夜至5日凌晨，恒大官方宣布俱乐部管理模式不再采用主教练负责制，调整为总经理负责制，随后又宣布郑智成为恒大总经理。外界分析此举实为“逼宫”卡纳瓦罗，迫使其主动请辞。
2021年1月22日，俱乐部发布官方公告，宣布郑智不再兼任恒大总经理职务。7月21日，郑智在中超联赛中登场，以40岁零335天的年龄超越周挺，刷新了中国顶级联赛最年长出场纪录。同年12月7日，鄭智出任广州足球俱乐部一线队执行主教练兼球员。
2021赛季结束后，郑智离队。但由于广州队战绩不佳，2022年8月13日，郑智重返广州队担任主教练，并在之后再次被列入广州队球员名单中。

### 国家队生涯
2008年郑智作为超龄球员随中国国奥队参加北京奥运会足球比赛，但表现不如预期。更因在与比利时一战中肘击对手而吃到红牌。中国队最后2：0失掉比赛，郑智也饱受批评。
2008年第九次冲击2010年南非世界杯，20强赛中国队和澳大利亚国家足球队、伊拉克国家足球队以及卡塔尔国家足球队同组。中国队天津主场对阵伊拉克，第32分钟，中国队中场断球发动反击，朱挺逼抢下对手手接球失误，中国队间接任意球大力破门，1-0领先，形势大好。然而第40分钟郑智前场传球失误，伊拉克快速反击冲顶破门，比分变成1-1。第66分钟郑智再次带球失误，伊拉克后场断球策动反击，晃过冯潇霆进球，伊拉克2-1反超比分，中国队提前1轮遭淘汰，无缘南非世界杯。
2023年6月16日，在与缅甸国家队的友谊赛前，中国国家队为42岁的郑智举办了退役仪式，郑智正式挂靴。

## 爭議事件
於2005-06球季，即鄭智在山東魯能首季，因涉攻擊主裁判被亞洲足協調查。之後，於亞冠盃客伊蒂哈德慘敗後，鄭智辱罵主裁判并向其吐口水，被亞洲足協禁止參加任何洲際比賽6個月，罰款4500美元，魯能內部也對他罰款人民幣7萬元。山東魯能作客對瀋陽金德賽事中，鄭智因裁判未與其握手而追打球證，而他事後卻解釋是「追握手」。
2006年德國世界盃前夕，中國隊與法國隊熱身賽中，法国前锋吉布里爾·西塞在与郑智争抢时右腳脛骨骨折。由于西塞傷勢過重而将无缘该项赛事，法国队主帅多梅内克不得不急召戈武替之。事后多年郑智一直被舆论认为是其踢伤对手，但也有评论指西塞是因旧患而重伤，与郑智关系不大。法国足协表示：“西塞此前受伤完全是巧合，并不是中国队的错。”而郑智在很多场合避谈西塞，只曾在接受采访时表示：“当年的事，我只想说是个意外。”
2015年9月3日於深圳舉行的世界盃外圍賽中國對香港賽和0–0後，香港隊龍門葉鴻輝指鄭智辱罵其是狗，鄭智否認此事，反指葉鴻輝詐傷。另外，現場直播鏡頭顯示鄭智向葉鴻輝吐口水，惟當時香港軍醫指示葉鴻輝移位以便治療而躲開，及後葉鴻輝表示並不目睹此事。

## 个人生活
郑智效力广州恒大期间，历任主帅里皮、斯科拉里、卡纳瓦罗都表示过郑智是中国最好的球员。郑智私下多次向家人好友们说过：只要我还能踢，只要国家队征召我，我就永远不会拒绝，我愿意为国家队付出一切，我想帮助国家队打进世界杯。2017年中国队在世界盃外圍賽打叙利亚前，郑智在训练中眼部受伤，时任主教练里皮决定不让郑智随队前往客场。郑智当时表示自己没事：“只要球队需要我，宁可瞎了我也要上。”里皮罕见地发火回答：“你不止是一个球员，你还是一个丈夫、一个父亲、一个儿子。你要为自己的家人负责。”里皮随后让他立刻给妻子打电话接他回家。
郑智和妻子邵娜于2004年结婚，育有1子1女，女儿郑子涵于2006年在中国出生，儿子郑子一于2008年10月22日在英国出生。郑子一从小足球训练，并进入恒大足校学习，司职中场。在2017年广州市第三届民间青少年足球联赛中，他曾率队夺得U9年龄段的冠军，2019年又参加了广州举行的“健力宝杯”U12少年足球锦标赛。

## 聯賽上场紀錄
最後更新：2018年3月26日
| 球季  | 俱乐部       | 聯賽 | 上场 | 入球 |
| ----- | ------------ | ---- | ---- | ---- |
| 2001  | 深圳平安     | 甲A  | 23   | 3    |
| 2002  | 深圳平安     | 甲A  | 22   | 6    |
| 2003  | 深圳健力宝   | 甲A  | 16   | 3    |
| 2004  | 深圳健力宝   | 中超 | 16   | 2    |
| 2005  | 山东鲁能泰山 | 中超 | 18   | 10   |
| 2006  | 山东鲁能泰山 | 中超 | 26   | 21   |
| 06/07 | 查尔頓       | 英超 | 12   | 1    |
| 2007  | 山东鲁能泰山 | 中超 | 1    | 0    |
| 07/08 | 查尔頓       | 英冠 | 42   | 7    |
| 08/09 | 查尔頓       | 英冠 | 13   | 1    |
| 09/10 | 凯尔特人     | 蘇超 | 16   | 1    |
| 2010  | 广州恒大     | 中甲 | 11   | 5    |
| 2011  | 广州恒大     | 中超 | 25   | 5    |
| 2012  | 广州恒大     | 中超 | 24   | 1    |
| 2013  | 广州恒大     | 中超 | 24   | 2    |
| 2014  | 广州恒大     | 中超 | 20   | 0    |
| 2015  | 广州恒大     | 中超 | 21   | 1    |
| 2016  | 广州恒大     | 中超 | 26   | 1    |
| 2017  | 广州恒大     | 中超 | 17   | 0    |
| 2018  | 广州恒大     | 中超 | 17   | 0    |
| 2019  | 广州恒大     | 中超 | 16   | 0    |
| 2020  | 广州恒大     | 中超 | 13   | 0    |
| 2021  | 广州         | 中超 | 11   | 0    |
| 2022  | 广州         | 中超 | 0    | 0    |

## 國家隊入球紀錄
| #  | 日期           | 地點     | 對賽球隊 | 比分 | 賽事               |
| -- | -------------- | -------- | -------- | ---- | ------------------ |
| 1  | 2004年1月29日  | 上 海    | 北馬其頓 | 1–0  | 國際友誼賽         |
| 2  | 2004年2月7日   | 深 圳    | 芬兰     | 2–1  | 國際友誼賽         |
| 3  | 2004年3月7日   | 广 州    | 緬甸     | 2–0  | 國際友誼賽         |
| 4  | 2004年6月1日   | 北 京    | 匈牙利   | 2–1  | 國際友誼賽         |
| 5  | 2004年7月10日  | 呼和浩特 | 阿联酋   | 2–2  | 國際友誼賽         |
| 6  | 2004年7月10日  | 呼和浩特 | 阿联酋   | 2–2  | 國際友誼賽         |
| 7  | 2004年7月17日  | 北 京    | 巴林     | 2–2  | 2004年亞洲盃       |
| 8  | 2004年7月30日  | 北 京    | 伊拉克   | 3–0  | 2004年亞洲盃       |
| 9  | 2005年6月22日  | 广 州    |          | 2–0  | 國際友誼賽         |
| 10 | 2006年6月7日   | 圣艾蒂安 | 法國     | 1–3  | 國際友誼賽         |
| 11 | 2008年2月6日   | 迪 拜    | 伊拉克   | 1–1  | 2014年世界杯预选赛 |
| 12 | 2011年9月2日   | 昆 明    | 新加坡   | 2–1  | 2014年世界杯预选赛 |
| 13 | 2014年10月14日 | 长 沙    | 巴拉圭   | 2–1  | 國際友誼賽         |
| 14 | 2014年11月14日 | 南 昌    | 新西兰   | 1–1  | 國際友誼賽         |

## 荣誉

### 球队
- 亚足联冠军联赛：2013、2015
- 中国足球超级联赛：2004、2006、2011、2012、2013、2014、2015、2016、2017、2019
- 中国足球甲级联赛：2010
- 中国足协杯：2006、2012、2016
- 中国足球协会超级杯：2012、2016、2017

### 个人
- 中国足球甲A联赛最佳球员：2002
- 中国足球超级联赛最佳球员：2006
- 中国足球超级联赛最佳阵容：2012、2013、2014、2015
- 亚洲足球先生：2013

## 綜藝節目
- 2015 报告！教练（教练）